# هارلي كروس
هارلي كروس (بالإنجليزية: Harley Cross)‏ هو ممثل أمريكي، ولد في 31 مارس 1978 في نيويورك في الولايات المتحدة.

## وصلات خارجية
- هارلي كروس على موقع IMDb (الإنجليزية)
- هارلي كروس على موقع ديسكوغز (الإنجليزية)
- هارلي كروس على موقع قاعدة بيانات الفيلم (الإنجليزية)